# Melodifestivalen 2007
El Melodifestivalen 2007 fue la preselección sueca para el Festival de la Canción de Eurovisión 2007 celebrado en Helsinki, Finlandia. El ganador fue The Ark con la canción The worrying kind, la cual obtuvo en la final las mayores puntuaciones tanto del público a través del televoto como del jurado.
Para esta edición se recibieron 3.234 canciones. Los intérpretes de las primeras 28 canciones, seleccionadas por un jurado interno, fueron anunciados el 28 de noviembre de 2006. El 26 de diciembre de 2006 fueron añadidos los 4 jokers, uno por cada semifinal. Estos fueron Uno Svenningsson & Irma Schultz, The Ark, Sebastian Karlsson y Magnus Uggla.
Por primera vez desde la implantación de las semifinales en 2002 el festival tuvo una semana más de duración debido a la modificación de la repesca  denominada Andra Chansen.

## Semifinal 1: Jönköping
La primera semifinal del Melodifestivalen 2007 tuvo lugar en el Kinnarps Arena de la ciudad de Jönköping el 3 de febrero.

## Semifinal 2: Gotemburgo
La segunda semifinal del Melodifestivalen 2007 tuvo lugar en el Scandinavium de la ciudad de Gotemburgo el 10 de febrero.

## Semifinal 3: Örnsköldsvik
La tercera semifinal del Melodifestivalen 2007 tuvo lugar en el Swedbank Arena de la ciudad de Örnsköldsvik el 17 de febrero.

## Semifinal 4: Gävle
La cuarta semifinal del Melodifestivalen 2007 tuvo lugar en el Läkerol Arena de la ciudad de Gävle el 24 de febrero.

## Andra Chansen: Nyköping
La gala de repesca o Andra Chansen fue una gala más de la preselección con actuaciones en directo de los no clasificados directamente para la final, y no con sólo la emisión de vídeoclips como venía siendo habitual. De este modo la final sueca duró seis semanas y estuvo presente en una sexta ciudad sueca.
Así mismo se modificó el sistema de votación de esta ronda de repesca, ya que los ocho participantes se enfrentaron de dos en dos en eliminatorias o duelos. Los cuatro ganadores de los duelos, elegidos por televoto como en las semifinales anteriores, pasaron a una segunda ronda donde, volvieron a enfrentarse en dos duelos finales dos contra dos, y los ganadores de estos dos duelos finales pasaron a la final.
La gala Andra Chansen del Melodifestivalen 2007 tuvo lugar en el Rosvalla Event Center de Nyköping el 3 de marzo.
|  | 1º ronda                               | 1º ronda      |                   |         | 2º ronda | 2º ronda |  |  | Clasificados |  |
|  |                                        |               |                   |         |          |          |  |  |              |  |
|  |                                        |               |                   |         |          |          |  |  |              |  |
|  |                                        |               |                   |         |          |          |  |  |              |  |
|  | Elin Lanto - Money                     | 31.924        |                   |         |          |          |  |  |              |  |
|  | Elin Lanto - Money                     | 31.924        |                   |         |          |          |  |  |              |  |
|  | Jessica Andersson - Kom                | 39.683        |                   |         |          |          |  |  |              |  |
|  | Jessica Andersson - Kom                | 39.683        | Jessica Andersson | 45.046  |          |          |  |  |              |  |
|  |                                        |               | Jessica Andersson | 45.046  |          |          |  |  |              |  |
|  |                                        | Sanna Nielsen | 105.328           |         |          |          |  |  |              |  |
|  | Jimmy Jansson - Amanda                 | Sanna Nielsen | 105.328           | 81.699  |          |          |  |  |              |  |
|  | Jimmy Jansson - Amanda                 |               |                   | 81.699  |          |          |  |  |              |  |
|  | Sanna Nielsen - Vågar du, vågar jag    | 100.358       |                   |         |          |          |  |  |              |  |
|  | Sanna Nielsen - Vågar du, vågar jag    | 100.358       | Sanna Nielsen     |         |          |          |  |  |              |  |
|  |                                        |               |                   |         |          |          |  |  |              |  |
|  |                                        | Sonja Aldén   |                   |         |          |          |  |  |              |  |
|  | Uno & Irma - God morgon                | 44.527        |                   |         |          |          |  |  |              |  |
|  | Uno & Irma - God morgon                | 44.527        |                   |         |          |          |  |  |              |  |
|  | Sonja Aldén - För att du finns         | 70.863        |                   |         |          |          |  |  |              |  |
|  | Sonja Aldén - För att du finns         | 70.863        | Sonja Aldén       | 143.980 |          |          |  |  |              |  |
|  |                                        |               | Sonja Aldén       | 143.980 |          |          |  |  |              |  |
|  |                                        | Magnus Uggla  | 142.540           |         |          |          |  |  |              |  |
|  | Nanne Grönvall - Jag måste kyssa dig   | Magnus Uggla  | 142.540           | 118.217 |          |          |  |  |              |  |
|  | Nanne Grönvall - Jag måste kyssa dig   |               |                   | 118.217 |          |          |  |  |              |  |
|  | Magnus Uggla - För kung och fosterland | 149.331       |                   |         |          |          |  |  |              |  |
|  | Magnus Uggla - För kung och fosterland | 149.331       |                   |         |          |          |  |  |              |  |

## Final: Estocolmo
La final del Melodifestivalen 2007 tuvo lugar en el Globen Arena de Estocolmo el 10 de marzo.
| #  | Intérprete         | Canción                      | Votación | Votación  | Votación | Votación | Posición |
| #  | Intérprete         | Canción                      | Jurado   | N.º Votos | Televoto | Total    | Posición |
| -- | ------------------ | ---------------------------- | -------- | --------- | -------- | -------- | -------- |
| 1  | Andreas Johnson    | A little bit of love         | 101      | 371.222   | 88       | 189      | 2°       |
| 2  | Sonja Aldén        | För att du finns             | 40       | 128.806   | 22       | 62       | 6°       |
| 3  | Anna Book          | Samba sambero                | 1        | 42.205    | 0        | 1        | 9°       |
| 4  | Sebastian Karlsson | When the night comes falling | 39       | 86.861    | 0        | 39       | 8°       |
| 5  | Marie Lindberg     | Trying to recall             | 4        | 228.422   | 66       | 70       | 5°       |
| 6  | Måns Zelmerlöw     | Cara mia                     | 61       | 402.133   | 110      | 171      | 3°       |
| 7  | Tommy Nilsson      | Jag tror på människan        | 0        | 50.850    | 0        | 0        | 10°      |
| 8  | Sanna Nielsen      | Vågar du, vågar jag          | 33       | 113.012   | 11       | 44       | 7°       |
| 9  | Sarah Dawn Finer   | I remember love              | 78       | 157.227   | 44       | 122      | 4°       |
| 10 | The Ark            | The worrying kind            | 116      | 492.180   | 132      | 248      | 1°       |